# Yūto Suzuki
Yūto Suzuki (鈴木 裕斗 Suzuki Yūto?,  Prefectura de Yamagata, Japón, 5 de mayo de 1989) es un actor de voz japonés, afiliado a Amuleto. Algunos de sus roles más destacados incluyen el de Teruhiko Saionji en Gakuen Handsome, Sakuya Watanuki en Servamp, R. Nomura en Marginal#4: Kiss kara Tsukuru Big Bang y Parappa en PaRappa the Rapper.

## Filmografía

### Anime
2008
- Slayers

2009
- Weiß Survive

2010
- Densetsu no Yūsha no Densetsu como Torre Nerfiri

2011
- Maken-ki! como Gōken Yamato

2012
- Beyblade: Shogun Steel como Brader A

2013
- Daiya no Ace como Varios
- Makai Ōji como Mammon[2]

2014
- Garo: The Animation como Hijo de Raphael
- Sidonia no Kishi como Izumo Midorikawa
- Shōnen Hollywood como Kō Ōsaki[3]
- Nari Hiro www como BL

2015
- Gintama como Andromeda
- Dance with Devils como Jeki[4]
- Baby Steps como Takahiro Matsuda

2016
- Gakuen Handsome como Teruhiko Saionji[5]
- Servamp como Sakuya Watanuki[6]
- Danganronpa como Maestro
- Touken Ranbu como Tōshirō Honebami[7]
- To Be Hero como Onii-san
- PaRappa the Rapper como Parappa[8]
- B-Project
- Maho Girls PreCure! como Todd
- Rilu Rilu Fairilu como Kasumi

2017
- Idol Incidents como Saginomiya Masayoshi
- Marginal#4: Kiss kara Tsukuru Big Bang como R. Nomura[9]
- The Silver Guardian como Ran Shaw
- Love Kome: We Love Rice como Shock / Roll[10]
- Touken Ranbu como Tōshirō Honebami
- Black Clover como Lebuchi
- Garo: Vanishing Line como George

2018
- Junji Ito Collection como Yasuo Ishizaka
- The Silver Guardian como Char
- Lost Song como Rued Bernstein IV / Príncipe Galt[11]
- Yume Ōkoku to Nemureru 100-Nin no Ōji-sama como Salasa[12]

### OVAs
- Gakuen Handsome (2015) como Teruhiko Saionji
- Daiya no Ace (2015)